# Зигос (планина в Етолоакарнания)
Зиго̀с или Аракинтос (на гръцки: Ζυγός, Αράκυνθος) е планина в южна Етолоакарнания, Западна Гърция.
Намира се южно от най-голямото езеро в Гърция – Трихонида. Планината се пресича от проход известен като Клисура, през който преминава автомобилния път свързващ Месолонги с Антирио - на моста Рио-Антирио. Проходът, известен като Клисура, е част от Натура 2000. Планината е обрасла с хвойна и дъб. В нея се срещат глигани, елени, катерици, костенурки и други диви животни. Има и няколко вида влечуги и птици, сред които орли.